# Liste der Kulturdenkmale in Oberwiera

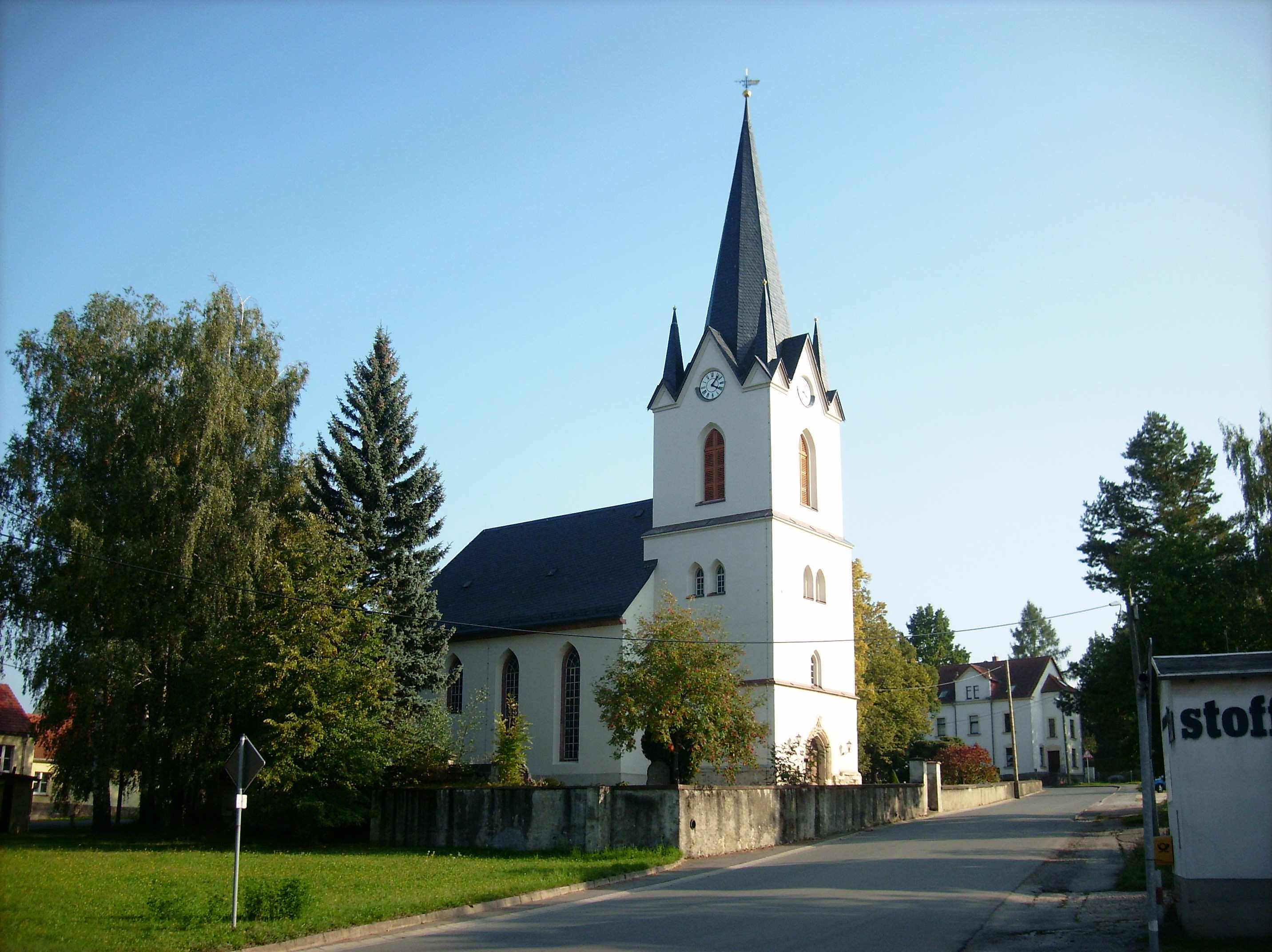
Kirche von Oberwiera

Die Liste der Kulturdenkmale in Oberwiera enthält die Kulturdenkmale in Oberwiera.
Diese Liste ist eine Teilliste der Liste der Kulturdenkmale in Sachsen.

## Legende
- Bild: Bild des Kulturdenkmals, ggf. zusätzlich mit einem Link zu weiteren Fotos des Kulturdenkmals im Medienarchiv Wikimedia Commons. Wenn man auf das Kamerasymbol klickt, können Fotos zu Kulturdenkmalen aus dieser Liste hochgeladen werden:
- Bezeichnung: Denkmalgeschützte Objekte und ggf. Bauwerksname des Kulturdenkmals
- Lage: Straßenname und Hausnummer oder Flurstücknummer des Kulturdenkmals. Die Grundsortierung der Liste erfolgt nach dieser Adresse. Der Link (Karte) führt zu verschiedenen Kartendiensten mit der Position des Kulturdenkmals. Fehlt dieser Link, wurden die Koordinaten noch nicht eingetragen. Sind diese bekannt, können sie über ein Tool mit einer Kartenansicht einfach nachgetragen werden. In dieser Kartenansicht sind Kulturdenkmale ohne Koordinaten mit einem roten bzw. orangen Marker dargestellt und können durch Verschieben auf die richtige Position in der Karte mit Koordinaten versehen werden. Kulturdenkmale ohne Bild sind an einem blauen bzw. roten Marker erkennbar.
- Datierung: Baubeginn, Fertigstellung, Datum der Erstnennung oder grobe zeitliche Einordnung entsprechend des Eintrags in der sächsischen Denkmaldatenbank
- Beschreibung: Kurzcharakteristik des Kulturdenkmals entsprechend des Eintrags in der sächsischen Denkmaldatenbank, ggf. ergänzt durch die dort nur selten veröffentlichten Erfassungstexte oder zusätzliche Informationen
- ID: Vom Landesamt für Denkmalpflege Sachsen vergebene, das Kulturdenkmal eindeutig identifizierende Objekt-Nummer. Der Link führt zum PDF-Denkmaldokument des Landesamtes für Denkmalpflege Sachsen. Bei ehemaligen Kulturdenkmalen können die Objektnummern unbekannt sein und deshalb fehlen bzw. die Links von aus der Datenbank entfernten Objektnummern ins Leere führen. Ein ggf. vorhandenes Icon  führt zu den Angaben des Kulturdenkmals bei Wikidata.

## Oberwiera
| Bild                                    | Bezeichnung | Lage                           | Datierung            | Beschreibung | ID       |
| --------------------------------------- | --- | ------------------------------ | -------------------- | --- | -------- |
| Direkt Bild zu diesem Denkmal hochladen | Häuslerhaus | Am Silberberg 6 (Karte)        | bezeichnet 1783      | Sozialgeschichtlich von Bedeutung, mit Fachwerk-Obergeschoss. Giebel massiv | 09242217 |
| Direkt Bild zu diesem Denkmal hochladen | Wohnstallhaus und Seitengebäude eines ehemaligen Vierseithofes                                                   | Gärtnereiweg 5 (Karte)         | um 1800              | Sozialgeschichtlich und baugeschichtlich von Bedeutung, Fachwerkbauten. Kleines Wohnstallhaus, Seitengebäude oder Schuppen. | 09242218 |
| Direkt Bild zu diesem Denkmal hochladen | Wohnhaus und Seitengebäude eines Dreiseithofes                                                                   | Gärtnereiweg 6 (Karte)         | Ende 18. Jahrhundert | Baugeschichtlich von Bedeutung, Fachwerkbauten, Wohnhaus mit altertümlicher Fachwerkkonstruktion (Kopfstreben). - Wohnhaus: Geblattete Kopfbänder, - Zweites Gebäude: Gezapfte Streben, Giebel massiv, Reste einer zweijochigen Oberlaube – zugesetzt, eine Tür im Obergeschoss.                            | 09242219 |
| Direkt Bild zu diesem Denkmal hochladen | Häuslerhaus | Hauptstraße 2 (Karte)          | um 1800              | Sozialgeschichtlich von Bedeutung, mit Fachwerk-Obergeschoss. Giebel verschiefert, zu große Fenster, straßenraumwirksam. | 09242221 |
| Direkt Bild zu diesem Denkmal hochladen | Häuslerhaus | Hauptstraße 6 (Karte)          | um 1800              | Sozialgeschichtlich von Bedeutung, mit Fachwerk-Obergeschoss. | 09242222 |
| Direkt Bild zu diesem Denkmal hochladen | Seitengebäude eines Dreiseithofes                                                                                | Hauptstraße 21 (Karte)         | 19. Jahrhundert      | Bau- und sozialgeschichtlich von Bedeutung, mit Fachwerk-Obergeschoss. | 09242223 |
| Direkt Bild zu diesem Denkmal hochladen | Häusleranwesen als Hakenhof                                                                                      | Hauptstraße 26 (Karte)         | um 1800              | Sozialgeschichtlich von Bedeutung, in Fachwerkbauweise. Ursprünglich einfaches Wohnhaus, nachträglich zum Hakenhof erweitert. | 09242224 |
| Direkt Bild zu diesem Denkmal hochladen | Wohnstallhaus, Seitengebäude und Scheune eines Vierseithofes                                                     | Hauptstraße 31 (Karte)         | um 1790              | Baugeschichtlich von Bedeutung, Ensemble von Fachwerkbauten. - Wohnhaus: Beide Giebel und Erdgeschoss massiv, zu großes Fenster, - Scheune: Am Giebel „1870“. | 09242225 |
| Direkt Bild zu diesem Denkmal hochladen | Wohnstallhaus und Stallgebäude eines ehemaligen Vierseithofes (mit Nr. 33)                                       | Hauptstraße 32 (Karte)         | um 1820              | Baugeschichtlich von Bedeutung, mit Fachwerk-Obergeschoss, Wohnstallhaus mit originalem Türgewände und gründerzeitlich überformter Fassade zur Straße. Wohnhaus: Erdgeschoss massiv, originale Türgewände.                                                                                                  | 09242226 |
| Direkt Bild zu diesem Denkmal hochladen | Teil eines Wohnstallhauses, zwei Seitengebäude und Torbogen eines ehemaligen Vierseithofes (Scheune abgebrochen) | Meeraner Straße 6 (Karte)      | um 1804              | Baugeschichtlich und wirtschaftsgeschichtlich von Bedeutung, Ensemble in Fachwerkbauweise. Torbogen: Schlussstein mit Datierung „1804“. | 09242228 |
| Direkt Bild zu diesem Denkmal hochladen | Seitengebäude (mit Oberlaube) eines Vierseithofes                                                                | Meeraner Straße 7 (Karte)      | um 1800              | Baugeschichtlich von Bedeutung, Fachwerkbau mit zugesetzter Oberlaube. Oberlaube zugesetzt, Erdgeschoss massiv. | 09242229 |
| Direkt Bild zu diesem Denkmal hochladen | Wohnstallhaus eines Vierseithofes                                                                                | Meeraner Straße 8 (Karte)      | 1767                 | Baugeschichtlich von Bedeutung, mit Fachwerk-Obergeschoss. Giebel mit zu großen Fenstern – massiv. | 09242230 |
| Direkt Bild zu diesem Denkmal hochladen | Seitengebäude (Torhaus) eines Bauernhofes                                                                        | Meeraner Straße 9 (Karte)      | um 1800              | Baugeschichtlich von Bedeutung, strebenreiches Fachwerk. | 09242231 |
| Direkt Bild zu diesem Denkmal hochladen | Seitengebäude (ehemaliges Torhaus) eines Bauernhofes                                                             | Meeraner Straße 10 (Karte)     | um 1800              | Baugeschichtlich von Bedeutung, Fachwerkbau, Giebel wichtig für Straßenraum. Teilweise massiv, Erdgeschoss massiv, Giebel wichtig für Straßenraum. | 09242232 |
| Direkt Bild zu diesem Denkmal hochladen | Wohnstallhaus, Stallgebäude und Scheune eines Dreiseithofes                                                      | Meeraner Straße 11 (Karte)     | um 1800              | Wirtschafts- und baugeschichtlich von Bedeutung, geschlossen erhaltenes Gehöft, Fachwerkscheune mit Inschrift. Zu große Fenster im Erdgeschoss, Giebelseite massiv. | 09242233 |
| Direkt Bild zu diesem Denkmal hochladen | Wohnstallhaus eines Häusleranwesens                                                                              | Meeraner Straße 12 (Karte)     | um 1850              | Baugeschichtlich und sozialgeschichtlich von Bedeutung, mit Fachwerk-Obergeschoss. | 09242234 |
| Weitere Bilder                          | Michaeliskirche mit Ausstattung sowie Kirchhof mit Einfriedung                                                   | Schulberg (Karte)              | 1822                 | Baugeschichtlich, ortsgeschichtlich und ortsbildprägend von Bedeutung, Westturm noch spätgotisch, Kirchenschiff im Stil der frühen Neogotik mit klassizistischen Elementen. Westturm im Unterbau spätgotisch, sein Portal von Stabwerk gerahmt, in Kirche Teile eines spätgotischen Schnitzaltars erhalten. | 09242220 |
| Direkt Bild zu diesem Denkmal hochladen | Häusleranwesen                                                                                                   | Waldenburger Straße 8 (Karte)  | um 1800              | Sozialgeschichtlich von Bedeutung, mit Fachwerk-Obergeschoss, wichtig für Straßenraum. | 09242235 |
| Direkt Bild zu diesem Denkmal hochladen | Wohnstallhaus und zwei Seitengebäude eines Dreiseithofes                                                         | Waldenburger Straße 16 (Karte) | um 1800              | Bau- und wirtschaftsgeschichtlich von Bedeutung, geschlossener Bauernhof in Fachwerkbauweise. | 09242236 |

## Harthau
| Bild                                    | Bezeichnung                                                                  | Lage                    | Datierung | Beschreibung | ID       |
| --------------------------------------- | ---------------------------------------------------------------------------- | ----------------------- | --------- | --- | -------- |
| Direkt Bild zu diesem Denkmal hochladen | Zwei Seitengebäude eines Vierseithofes                                       | Dorfstraße 1 (Karte)    | um 1820   | Baugeschichtlich von Bedeutung, Fachwerkbauten, baugeschichtlich von Bedeutung. - Erstes Seitengebäude: Erdgeschoss massiv, Obergeschoss Fachwerk, Giebel verbrettert, anderer Giebel massiv, - Zweites Seitengebäude: Erdgeschoss massiv, Obergeschoss Fachwerk, traufseitiger Anbau. | 09242237 |
| Direkt Bild zu diesem Denkmal hochladen | Wohnstallhaus, zwei Seitengebäude und Scheune eines Vierseithofes            | Dorfstraße 2 (Karte)    | um 1820   | Wirtschafts- und baugeschichtlich von Bedeutung, geschlossen erhaltene, große Hofanlage in Fachwerkbauweise, baugeschichtlich von Bedeutung. Guter Erhaltungszustand, Wohnhaus: Erdgeschoss und ein Giebel aus Ende 19. Jahrhundert massiv, Obergeschoss Fachwerk, große Hofanlage mit Miststatt.                                                                                                | 09242238 |
| Direkt Bild zu diesem Denkmal hochladen | Wohnstallhaus (Nr. 5), Scheune und Seitengebäude (Nr. 4) eines Vierseithofes | Dorfstraße 4; 5 (Karte) | 1844      | Wirtschafts- und baugeschichtlich von Bedeutung, weitgehend geschlossen erhaltener Bauernhof in Fachwerkbauweise, Wohnhaus mit schönen originalen Porphyrgewänden im Erdgeschoss, baugeschichtlich von Bedeutung. Wohnhaus: Fachwerk Obergeschoss, Erdgeschoss massiv, schöne originale Porphyrgewände, Giebel massiv – Ende 19. Jahrhundert, Krüppelwalmdach, schönes Sterngewölbe im Hausflur. | 09242239 |
| Direkt Bild zu diesem Denkmal hochladen | Wohnstallhaus und Seitengebäude eines ehemaligen Vierseithofes               | Dorfstraße 8 (Karte)    | 1860      | Fachwerkbauten, baugeschichtlich von Bedeutung. - Wohnhaus: Erdgeschoss teilweise erneuert und modernisiert, - Seitengebäude: Schlechter Bauzustand, Erdgeschoss massiv, Obergeschoss Fachwerk, schlechter Bauzustand. | 09242240 |
| Direkt Bild zu diesem Denkmal hochladen | Wohnhaus eines Häusleranwesens                                               | Dorfstraße 9 (Karte)    | vor 1800  | Baugeschichtlich von Bedeutung, mit Fachwerk-Obergeschoss, baugeschichtlich von Bedeutung. Fachwerk Obergeschoss, Erdgeschoss massiv, Satteldach. | 09242241 |
| Direkt Bild zu diesem Denkmal hochladen | Zwei Seitengebäude und Scheune eines Vierseithofes                           | Dorfstraße 13 (Karte)   | um 1800   | Bau- und wirtschaftsgeschichtlich von Bedeutung, Ensemble von Fachwerkbauten, baugeschichtlich von Bedeutung. Seitengebäude: Erdgeschoss massiv, Obergeschoss Fachwerk, eines mit massivem Giebel. | 09242242 |

## Neukirchen
| Bild                                    | Bezeichnung | Lage                         | Datierung          | Beschreibung | ID       |
| --------------------------------------- | --- | ---------------------------- | ------------------ | --- | -------- |
|                                         | Denkmalschutzgebiet Ortslage Neukirchen (Vorschlag)                                                                       | (Karte)                      |                    | Denkmalschutzgebiet Ortslage Neukirchen | 09247730 |
| Direkt Bild zu diesem Denkmal hochladen | Seitengebäude (mit Oberlaube), Scheune und weiteres Seitengebäude eines Vierseithofes                                     | Breitenbacher Weg 1 (Karte)  | um 1680            | Wirtschafts- und baugeschichtlich von großer Bedeutung, weitgehend geschlossen erhaltene Hofanlage in Fachwerkbauweise, Seitengebäude mit Fachwerkkonstruktion (Andreaskreuze) aus dem frühen 17. Jahrhundert. Seitengebäude mit Oberlaube: Durchfahrt, zwölfjochige Oberlaube, geblattete Kopfbänder, Andreaskreuze. | 09242243 |
| Direkt Bild zu diesem Denkmal hochladen | Zwei Seitengebäude eines Vierseithofes                                                                                    | Breitenbacher Weg 2 (Karte)  | um 1810/1830       | Baugeschichtlich von Bedeutung, Fachwerkbauten. Fachwerk-Obergeschoss, Erdgeschoss massiv mit Garageneinbauten. | 09242244 |
| Direkt Bild zu diesem Denkmal hochladen | Wohnstallhaus, Scheune und Seitengebäude (Torhaus) eines Vierseithofes                                                    | Breitenbacher Weg 4 (Karte)  | bezeichnet 1841    | Wirtschafts- und baugeschichtlich von Bedeutung, geschlossen erhaltenes Ensemble von Fachwerkbauten, Wohnstallhaus mit schönem Fachwerk an beiden Traufseiten, Fachwerk-Scheune mit Inschrift. - Wohnhaus: Erdgeschoss und beide Giebel massiv, aber schönes Fachwerk an beiden Traufseiten, - Seitengebäude: Mit Durchfahrt-Torhaus. | 09242246 |
| Direkt Bild zu diesem Denkmal hochladen | Wohnstallhaus, zwei Seitengebäude und Scheune eines Vierseithofes                                                         | Breitenbacher Weg 5 (Karte)  | um 1840            | Baugeschichtlich und wirtschaftsgeschichtlich von Bedeutung, Fachwerkbauten, Wohnstallhaus mit Thüringer-Leiter-Fachwerk, Seitengebäude massiver Giebel mit Palladio-Fenstermotiv. Seitengebäude: Erdgeschoss massiv, Seitengebäude 1848 massiver Giebel, anderes Seitengebäude hat Blattsassen. | 09242247 |
| Direkt Bild zu diesem Denkmal hochladen | Scheune eines Vierseithofes                                                                                               | Forststraße 2 (Karte)        | um 1830            | Baugeschichtlich von Bedeutung. Scheune nach Brand an heutigen Standort versetzt. | 09242248 |
| Direkt Bild zu diesem Denkmal hochladen | Wohnstallhaus und Scheune eines Vierseithofes                                                                             | Forststraße 3 (Karte)        | um 1810/1830       | Baugeschichtlich von Bedeutung, Fachwerkbauten. | 09242249 |
| Direkt Bild zu diesem Denkmal hochladen | Wohnhaus (Nr. 4) und Seitengebäude (Nr. 4c) eines ehemaligen Vierseithofes                                                | Forststraße 4; 4c (Karte)    | um 1900 (Wohnhaus) | Baugeschichtlich von Bedeutung, Seitengebäude mit Fachwerk-Obergeschoss, massives gründerzeitliches Wohnhaus. | 09242250 |
| Weitere Bilder                          | Kirche mit Ausstattung, Kirchhof mit Einfriedung sowie Denkmal für die Gefallenen des Ersten Weltkrieges auf dem Kirchhof | Glauchauer Straße (Karte)    | 1822               | Baugeschichtlich, ortsgeschichtlich und ortsbildprägend von Bedeutung, im Kern romanische Saalkirche, schmuckloser Putzbau mit Dachreiter. Kirche: Restturm im Unterbau spätgotisch, Portal von Stabwerk gerahmt, Ausstattung unter anderem Flügelaltar, drei Glocken. | 09242251 |
| Direkt Bild zu diesem Denkmal hochladen | Scheune eines Vierseithofes                                                                                               | Glauchauer Straße 1 (Karte)  | um 1800            | Baugeschichtlich von Bedeutung. | 09242252 |
| Direkt Bild zu diesem Denkmal hochladen | Wohnstallhaus, Scheune, Stallgebäude und Seitengebäude eines Vierseithofes sowie Schuppen neben dem Bauernhof             | Glauchauer Straße 2 (Karte)  | um 1800            | Wirtschafts- und baugeschichtlich von Bedeutung, geschlossen erhaltener Bauernhof in Fachwerkbauweise. Stallgebäude: ehemals mit dreijochiger Oberlaube, guter Zustand, eine Scheune teilweise massiv, Reste Hofpflasterung. | 09242253 |
| Direkt Bild zu diesem Denkmal hochladen | Häuslerhaus | Glauchauer Straße 4 (Karte)  | um 1800            | Sozialgeschichtlich von Bedeutung, mit Fachwerk-Obergeschoss. Guter Originalbestand, gefährdet. | 09242254 |
| Direkt Bild zu diesem Denkmal hochladen | Wohnstallhaus, Seitengebäude, Scheune und weiteres Seitengebäude (Torhaus) eines Vierseithofes                            | Glauchauer Straße 7 (Karte)  | um 1800            | Baugeschichtlich und wirtschaftsgeschichtlich von Bedeutung, überwiegend in Fachwerkbauweise, in unmittelbarer Nähe der Dorfkirche gelegen. - Seitengebäude: Reste Blattsassen, eventuell ehemals Wohnstallhaus, eventuell Reste Oberlaube, - Wohnhaus: Massiver Giebel, Fenster zu groß. | 09242255 |
| Direkt Bild zu diesem Denkmal hochladen | Scheune und Seitengebäude eines Vierseithofes                                                                             | Glauchauer Straße 8 (Karte)  | bezeichnet 1847    | Baugeschichtlich und wirtschaftsgeschichtlich von Bedeutung, Fachwerk-Scheune mit Inschrift. | 09242256 |
| Direkt Bild zu diesem Denkmal hochladen | Wohnstallhaus und Seitengebäude eines Vierseithofes                                                                       | Glauchauer Straße 9 (Karte)  | um 1700            | Baugeschichtlich von Bedeutung, Fachwerkbauten, Wohnstallhaus mit altertümlicher Fachwerkkonstruktion (Schiffchenkehlen, Kopfstreben). - Wohnhaus: Schiffchenkehlen und Kopfbänder, teilweise massiv, Anbau, - Seitengebäude: Erdgeschoss massiv, gefährdet. | 09242257 |
| Direkt Bild zu diesem Denkmal hochladen | Wohnstallhaus, Scheune und Seitengebäude eines Vierseithofes (mit Nr. 10)                                                 | Glauchauer Straße 11 (Karte) | bezeichnet 1804    | Baugeschichtlich und wirtschaftsgeschichtlich von großer Bedeutung, geschlossen erhaltene Hofanlage in Fachwerkbauweise, wertvoll sind die originalen Inschriften am Wohnstallhaus und Seitengebäude sowie original erhaltene Türportale. - Scheune und Seitengebäude: Originale Türgewände, - Seitengebäude: Durchfahrt, Fachwerk-Obergeschoss, alles guter Bauzustand, - Wohnstallhaus: Mit Resten der Umgebindekonstruktion sowie originales Türportal, Wohnstallhaus und Seitengebäude (Torhaus) mit wertvoller Inschrift in Schwelle mit Angabe der Bauzeit und der Bauherren und Produzenten. | 09242258 |
| Direkt Bild zu diesem Denkmal hochladen | Wohnstallhaus und Scheune eines Vierseithofes                                                                             | Glauchauer Straße 12 (Karte) | um 1830            | Baugeschichtlich und wirtschaftsgeschichtlich von Bedeutung, Fachwerkbauten, altertümliche Fachwerk-Scheune. - Wohnhaus: Traufseitig verlängert, Frackdach, - Scheune: Teilweise massiv, geblattete Streben. | 09242259 |
| Direkt Bild zu diesem Denkmal hochladen | Wohnstallhaus und zwei Seitengebäude eines Vierseithofes                                                                  | Glauchauer Straße 13 (Karte) | 1807               | Baugeschichtlich und wirtschaftsgeschichtlich von Bedeutung, Fachwerkbauten. - Erstes Seitengebäude: „1811“, zwei Schlusssteine datiert, - Zweites Seitengebäude: Ebenfalls datiert, nicht lesbar, wahrscheinlich 1790, Wohnhaus und ein Seitengebäude mit massivem Giebel. | 09242260 |
| Direkt Bild zu diesem Denkmal hochladen | Wohnhaus | Glauchauer Straße 14 (Karte) | bezeichnet 1789    | Sozialgeschichtlich von Bedeutung, mit Fachwerk-Obergeschoss. Kleines Wohnhaus, Fachwerk-Obergeschoss, Erdgeschoss massiv und verändert. | 09242261 |
| Direkt Bild zu diesem Denkmal hochladen | Wohnstallhaus und Scheune eines Bauernhofes                                                                               | Glauchauer Straße 15 (Karte) | um 1810/1830       | Baugeschichtlich von Bedeutung. Zu große Fenster im Giebel des Wohnstallhauses. | 09242262 |

## Niederwiera
| Bild                                    | Bezeichnung | Lage                         | Datierung                  | Beschreibung | ID       |
| --------------------------------------- | --- | ---------------------------- | -------------------------- | --- | -------- |
| Direkt Bild zu diesem Denkmal hochladen | Wohnstallhaus und Scheune eines Dreiseithofes | Altenburger Straße 1 (Karte) | um 1800                    | Baugeschichtlich von Bedeutung, Fachwerkbauten, wichtig für Straßenraum, Wohnhaus mit Thüringer-Leiter-Fachwerk. Wohnhaus: massiver Giebel und Erdgeschoss, zu große Fenster. | 09242263 |
| Direkt Bild zu diesem Denkmal hochladen | Ehemaliges Wohnstallhaus eines ehemaligen Vierseithofes (mit Nr. 8 und 10)                                                                         | Altenburger Straße 9 (Karte) | um 1810                    | Baugeschichtlich von Bedeutung, mit Fachwerk-Obergeschoss, schöner massiver Giebel. | 09242264 |
| Direkt Bild zu diesem Denkmal hochladen | Gasthof | Am Wieratal 2 (Karte)        | um 1900                    | Baugeschichtlich und ortsgeschichtlich von Bedeutung, gründerzeitliche Klinkerfassade mit Schwebegiebel und Türmchen, dominante Ecklage, wichtig für Straßenbild. Klinkerfassade, Türmchen, dominante Ecklage, Schwebegiebel, Erdgeschoss und Teile des Obergeschosses verändert durch falsches Verputzen, Sockel Werkstein-Polygonmauerwerk, originale Haustür, wichtig für Straßenbild. | 09242265 |
| Direkt Bild zu diesem Denkmal hochladen | Wohnhaus und Scheune eines Dreiseithofes | Am Wieratal 3 (Karte)        | um 1800                    | Baugeschichtlich von Bedeutung, Fachwerkbauten. | 09242266 |
| Direkt Bild zu diesem Denkmal hochladen | Häusleranwesen über hakenförmigem Grundriss | Am Wieratal 4 (Karte)        | um 1810                    | Sozialgeschichtlich von Bedeutung, mit Fachwerk-Obergeschoss. Giebel massiv und verändert. | 09242267 |
| Direkt Bild zu diesem Denkmal hochladen | Wohnstallhaus, Scheune, Seitengebäude, Stallgebäude (mit Kumthalle) und Torbogen eines Vierseithofes sowie Garten mit Einfriedung am Wohnstallhaus | Am Wieratal 5 (Karte)        | bezeichnet 1791            | Baugeschichtlich, sozial- und wirtschaftsgeschichtlich von Bedeutung, geschlossen erhaltener und großer Vierseithof, Wohnhaus mit Fachwerk-Obergeschoss und schönem massivem Giebel, massive Wirtschaftsgebäude aus der Gründerzeit mit repräsentativer Ziegelsteingliederung. Wohnhaus: Sterngewölbe im Mittelflur, Porphyrfenster- und Türgewände, die anderen Gebäude und Torbogen in Klinkermischbauweise (davon ein Seitengebäude im Kern älter, Ende 18. Jahrhundert), errichtet 1905 nach Brand, Schlussstein an neuem Torbogen mit alter Datierung „1791“ und neuer Datierung „1905“. | 09242268 |
| Direkt Bild zu diesem Denkmal hochladen | Wohnstallhaus (Nr. 8) und Seitengebäude (heute Wohnhaus, Nr. 10) eines ehemaligen Vierseithofes (mit Nr. 11)                                       | Am Wieratal 8; 10 (Karte)    | bezeichnet 1845            | Baugeschichtlich von Bedeutung, Fachwerkgebäude, Wohnstallhaus mit altertümlicher Fachwerkkonstruktion (Kopfstreben), straßenbildprägendes Seitengebäude mit Fachwerk-Obergeschoss und schönem massivem Giebel. - Seitengebäude: Eventuell ehemaliges Wohnstallhaus, mit Porphyr Tür- und Fenstergewände im Erdgeschoss, Obergeschoss geblattete Kopfbänder, alte Fenster um 1800 verändert, am ehemaligen Stall massiver Giebel, zu große Fenster, - Wohnhaus: Gut gestalteter Giebel aus zweiter Hälfte 19. Jahrhundert – massiv – Porphyrgewände.                                          | 09242269 |
| Direkt Bild zu diesem Denkmal hochladen | Häuslerhaus | Bachstraße 3 (Karte)         | um 1800                    | Sozialgeschichtlich von Bedeutung, mit Fachwerk-Obergeschoss. Erdgeschoss massiv (schon immer), originale Haustür. | 09242274 |
| Direkt Bild zu diesem Denkmal hochladen | Häuslerhaus | Bachstraße 4 (Karte)         | um 1800                    | Sozialgeschichtlich von Bedeutung, mit Fachwerk-Obergeschoss. Beide Giebel und Erdgeschoss massiv. | 09242270 |
| Direkt Bild zu diesem Denkmal hochladen | Häuslerhaus | Bachstraße 11 (Karte)        | um 1800                    | Sozialgeschichtlich von Bedeutung, mit Fachwerk-Obergeschoss. Erdgeschoss massiv, zu große Fenster, ein Giebel massiv, wegen Nähe zur Dorfkirche als Denkmal erfasst. | 09242271 |
|                                         | Kirche (mit Ausstattung) sowie Kirchhof mit Umfassungsmauer und Denkmal für die Gefallenen des Ersten Weltkrieges auf dem Kirchhof                 | Kirchstraße (Karte)          | 1825–1827, im Kern gotisch | Baugeschichtlich und ortsgeschichtlich von Bedeutung, überwiegend neogotisches Kirchengebäude mit mittelalterlichem Kern. | 09242272 |
| Direkt Bild zu diesem Denkmal hochladen | Pfarrhaus (Wohnstallhaus) des Pfarrhofes | Kirchstraße 1 (Karte)        | um 1810                    | Baugeschichtlich und ortsgeschichtlich von Bedeutung, Fachwerkbau mit originalen Tür- und Fenstergewänden im Erdgeschoss. Originale Tür- und Fenstergewände im Erdgeschoss, ehemaliges Wohnstallhaus eines ehemaligen Vierseithofes? | 09242273 |

## Röhrsdorf
| Bild                                    | Bezeichnung | Lage                         | Datierung                               | Beschreibung | ID       |
| --------------------------------------- | --- | ---------------------------- | --------------------------------------- | --- | -------- |
| Direkt Bild zu diesem Denkmal hochladen | Wohnhaus | Kirchsteig 2 (Karte)         | um 1810                                 | sozialgeschichtlich und baugeschichtlich von Bedeutung, mit Fachwerk-Obergeschoss, baugeschichtlich von Bedeutung. | 09242275 |
| Direkt Bild zu diesem Denkmal hochladen | Wohnhaus und angebautes Seitengebäude eines Bauernhofes, ehemaliges Mühlgut                                                                             | Kirchsteig 3 (Karte)         | wohl 1772 (Teil des Wohnhauses)         | Baugeschichtlich und ortsgeschichtlich von Bedeutung, ehemalige Mühle, Seitengebäude mit altertümlicher Fachwerkkonstruktion (Kopfstreben an der Außenfassade), baugeschichtlich von Bedeutung. Seitengebäude: geblattete Kopfbänder, Wohnhaus: nur zur Hälfte erhalten, im Dachbereich erhalten.                                                          | 09242276 |
| Direkt Bild zu diesem Denkmal hochladen | Seitengebäude und Stallscheune eines Vierseithofes | Kirchsteig 4 (Karte)         | um 1800                                 | Baugeschichtlich und wirtschaftsgeschichtlich von Bedeutung, Fachwerkbauten, baugeschichtlich von Bedeutung. Schlechter Bauzustand. | 09242277 |
| Direkt Bild zu diesem Denkmal hochladen | Seitengebäude eines Häusleranwesens | Kirchsteig 5 (Karte)         | um 1800                                 | Baugeschichtlich von Bedeutung, Fachwerkbau mit zugesetzter, seltener Oberlaube, baugeschichtlich von Bedeutung. Mit zugesetzter zweijochiger Oberlaube. | 09242278 |
| Direkt Bild zu diesem Denkmal hochladen | Wohnstallhaus und Seitengebäude eines ehemaligen Vierseithofes                                                                                          | Schwabener Weg 4 (Karte)     | um 1810                                 | Baugeschichtlich von Bedeutung, Fachwerkbauten, Wohnstallhaus mit Thüringer-Leiter-Fachwerk, baugeschichtlich von Bedeutung. - Wohnhaus: Massiver Giebel und Erdgeschoss, - Seitengebäude: Schlechter Bauzustand. | 09242279 |
| Direkt Bild zu diesem Denkmal hochladen | Wohnstallhaus mit angebautem Seitengebäude und Pforte in der Hofmauer eines ehemaligen Vierseithofes                                                    | Schwabener Weg 6 (Karte)     | um 1700                                 | Baugeschichtlich von Bedeutung, Wohnhaus altertümlicher Fachwerkbau (Kopfstreben, Reste des Umgebindes), Pforte mit Schlussstein und Blumenmotiv, baugeschichtlich von Bedeutung. Geblattete Kopfbänder, Reste des Umgebindes mit gezapften Knaggen, Erdgeschoss massiv, Giebel verkleidet, traufseitiger Anbau, Pforte: mit Schlussstein und Blumenmotiv. | 09242280 |
| Direkt Bild zu diesem Denkmal hochladen | Scheune und Seitengebäude eines Vierseithofes | Schwabener Weg 7; 7a (Karte) | um 1810                                 | Wirtschafts- und baugeschichtlich von Bedeutung. Am Seitengebäude Porphyrgewände. | 09242281 |
| Direkt Bild zu diesem Denkmal hochladen | Wohnstallhaus eines ehemaligen Dreiseithofes | Talstraße 2 (Karte)          | um 1810                                 | Baugeschichtlich von Bedeutung, Wohnstallhaus mit Thüringer-Leiter-Fachwerk. Wohnhaus: alte Holzfensterstöcke im Erdgeschoss erhalten, Giebel massiv, rückwärtige Traufseite verkleidet, Erdgeschoss immer massiv gewesen. | 09242282 |
| Direkt Bild zu diesem Denkmal hochladen | Wohnstallhaus und Scheune eines ehemaligen Vierseithofes (mit Nr. 12)                                                                                   | Talstraße 13 (Karte)         | um 1810                                 | Baugeschichtlich von Bedeutung, Fachwerkbauten, baugeschichtlich von Bedeutung. Giebel Scheune massiv, Wohnhaus: Kreuzgewölbe im Stall. | 09242284 |
| Direkt Bild zu diesem Denkmal hochladen | Wohnstallhaus (Umgebindehaus), Scheune und Seitengebäude (Torhaus) eines Vierseithofes                                                                  | Talstraße 14 (Karte)         | bezeichnet 1842                         | Wirtschafts- und baugeschichtlich von Bedeutung, geschlossen erhaltenes Gehöft in Fachwerkbauweise, Wohnstallhaus ein für die Region seltenes Umgebindehaus, baugeschichtlich von Bedeutung. Porphyrtürgewände, Wohnhaus am Türgewände datiert. | 09242285 |
| Direkt Bild zu diesem Denkmal hochladen | Wohnstallhaus und zwei Seitengebäude eines ehemaligen Vierseithofes                                                                                     | Talstraße 15 (Karte)         | um 1810                                 | Wirtschafts- und baugeschichtlich von Bedeutung, baugeschichtlich von Bedeutung. | 09242286 |
| Direkt Bild zu diesem Denkmal hochladen | Ehemaliges Wohnstallhaus (Nr. 18), Seitengebäude (heute Wohnhaus, Nr. 19) und ehemaliges Stallgebäude (heute Wohnstallhaus, Nr. 20) eines Vierseithofes | Talstraße 18; 19; 20 (Karte) | bezeichnet 1797 (Wohnstallhaus, Nr. 18) | Baugeschichtlich, wirtschaftsgeschichtlich und sozialgeschichtlich von Bedeutung, großer, geschlossen erhaltener Vierseithof in Fachwerkbauweise, ortsbildprägend, baugeschichtlich von Bedeutung. Nummer 18: Kreuzgratgewölbe, Türgewände nicht erhalten.                                                                                                 | 09242287 |

## Wickersdorf
| Bild                                    | Bezeichnung                                                                    | Lage                   | Datierung                            | Beschreibung | ID       |
| --------------------------------------- | ------------------------------------------------------------------------------ | ---------------------- | ------------------------------------ | --- | -------- |
| Direkt Bild zu diesem Denkmal hochladen | Wohnhaus                                                                       | Bergstraße 2 (Karte)   | um 1810                              | Sozialgeschichtlich von Bedeutung, mit Fachwerk-Obergeschoss. Fachwerk Obergeschoss, Erdgeschoss massiv, Satteldach. | 09242290 |
| Direkt Bild zu diesem Denkmal hochladen | Wohnstallhaus und Seitengebäude (mit Oberlaube) eines ehemaligen Vierseithofes | Bergstraße 3 (Karte)   | 1. Hälfte 18. Jahrhundert            | Baugeschichtlich von Bedeutung, Wohnstallhaus mit altertümlicher Fachwerkkonstruktion (Kopfstreben), Seitengebäude mit seltener Oberlaube. - Seitengebäude: Blattsassen, Garageneinbauten, 16-jochige Oberlaube, verbretterter Giebel, - Wohnhaus: Teilweise zu große Fenster, Füllhölzer, geblattete Kopfbänder.                                    | 09242291 |
| Direkt Bild zu diesem Denkmal hochladen | Wirtschaftsgebäude eines Häusleranwesens                                       | Bergstraße 4 (Karte)   | bezeichnet 1766 (Wirtschaftsgebäude) | Baugeschichtlich von Bedeutung, Fachwerkbau. Fachwerk mit gezapften Holzverbindungen, bezeichnet „1803“ oder bezeichnet „1766“? | 09242292 |
| Direkt Bild zu diesem Denkmal hochladen | Seitengebäude und Scheune eines ehemaligen Vierseithofes                       | Bergstraße 7 (Karte)   | um 1800                              | Baugeschichtlich von Bedeutung, Fachwerkbauten. - Seitengebäude: Tordurchfahrt, Erdgeschoss Lehmstock – teilweise massiv, - Scheune: Teilweise massiver Giebel. | 09242293 |
| Direkt Bild zu diesem Denkmal hochladen | Wohnstallhaus und zwei Stallgebäude eines Vierseithofes                        | Bergstraße 12 (Karte)  | um 1810                              | Baugeschichtlich von Bedeutung, Ensemble von Fachwerkbauten. - Ein Stallgebäude: Im Erdgeschoss noch Fachwerk, - Wohnhaus: Zu große Fenster – Giebel massiv. | 09242294 |
| Direkt Bild zu diesem Denkmal hochladen | Wohnstallhaus eines ehemaligen Vierseithofes                                   | Hohe Straße 3 (Karte)  | bezeichnet 1801                      | Baugeschichtlich von Bedeutung. Kreuzgewölbe im Seitengebäude, Türgewände Seitengebäude datiert, anderer Türstock zirka „1770“ datiert. | 09242296 |
| Direkt Bild zu diesem Denkmal hochladen | Seitengebäude und Scheune eines Vierseithofes                                  | Hohe Straße 4 (Karte)  | 19. Jahrhundert                      | Bau- und wirtschaftsgeschichtlich von Bedeutung. Nicht besichtigt, an beiden Gebäuden massiv Anbauten. | 09242297 |
| Direkt Bild zu diesem Denkmal hochladen | Wohnstallhaus, Scheune und Seitengebäude eines Vierseithofes                   | Hohe Straße 7 (Karte)  | um 1700, bez. 1836                   | Baugeschichtlich und wirtschaftsgeschichtlich von Bedeutung, weitgehend erhaltener Bauernhof in Fachwerkbauweise, Wohnstallhaus mit Thüringer-Leiter-Fachwerk. Wohnhaus: Bohlenstube „1837“ datiert, mehrere Bauphasen, älteste Phase um 1700 – Blattsassen, Stiel Umgebinde, geblattete Kopfbänder, Thüringer Leiter, beide Giebel Wohnhaus massiv. | 09242298 |
| Direkt Bild zu diesem Denkmal hochladen | Seitengebäude und Scheune eines Vierseithofes                                  | Hohe Straße 10 (Karte) | um 1800                              | Baugeschichtlich und wirtschaftsgeschichtlich von Bedeutung, altertümliche Fachwerk-Scheune. Seitengebäude: Erdgeschoss massiv, Scheune: geblattete Kopfbänder. | 09242299 |
|                                         | Zwei Seitengebäude und Scheune eines Vierseithofes                             | Hohe Straße 11 (Karte) | um 1800                              | Baugeschichtlich und wirtschaftsgeschichtlich von Bedeutung, Fachwerkbauten. Erstes Seitengebäude: „1867“ datiert, aber älter. | 09242300 |